# Prosopium cylindraceum
Prosopium cylindraceum es una especie de pez de la familia Salmonidae en el orden de los Salmoniformes.

## Morfología
Los machos pueden llegar alcanzar los 59 cm de longitud total y 2.720 g de peso.

## Alimentación
Come invertebrados bentónicos y, ocasionalmente, peces hueso y huevos de peces.

## Depredadores
Es depredado por Ameiurus nebulosus ,'Lota chica , Prosopium cylindraceum (los Estados Unidos), Esox niger ' ', Salvelinus namaycush y ' 'Salmo salar .

## Hábitat
Es un pez de clima templado y demersal que vive hasta los 72 m de profundidad.

## Distribución geográfica
Se encuentra en Norteamérica y Siberia. 